# آنکرباخ
آنکرباخ (به آلمانی: Ankerbach) یک رود در آلمان است که در بن واقع شده‌است.